# Santa Cruz FC
Santa Cruz Futebol Clube, of simpelweg Santa Cruz, is een Braziliaanse voetbalclub uit de stad Recife in de staat Pernambuco in Brazilië. De club werd opgericht op 3 februari 1914 en is een van de meest succesvolle teams in haar staat. De twee grote rivalen van Santa Cruz zijn stadsgenoten Sport en Náutico. Op nationaal niveau heeft de club minder succes al speelde de club wel al vaak in de Série A.

## Geschiedenis

### Oprichting
Santa Cruz werd op 3 februari 1914 opgericht door een groepje van 11 jongeren tussen de 14 en 16 jaar uit Recife in de staat Pernambuco. De naam werd afgeleid van de kerk in de wijk Boa Vista; op het plein voor de kerk voetbalden de jongens, omdat er in die tijd nog geen echte voetbalvelden bestonden in hun omgeving. In de oprichtingsakte werd behalve de clubstructuur, met als eerste voorzitter Augusto Ramos, ook de clubkleuren vastgesteld op zwart en wit. Op de tweede clubvergadering werd de kleur rood echter al toegevoegd, aangezien het lokale Flamengo zich ook in het zwart en wit hulde.
De eerste tegenstander van Santa Cruz was de club Rio Negro. Ondanks dat de leden van Santa Cruz alleen maar gewend waren om op de straat te spelen, wonnen zij hun eerste wedstrijd op een echt voetbalveld met 7-0. Het team van deze eerste wedstrijd bestond uit Waldemar Monteiro; Abelardo Costa en Humberto Barreto; Raimundo Diniz, Osvaldo Ramos en José Bonfim; Quintino Miranda, Sílvio Machado, José Vieira, Augusto Ramos en Osvaldo Ferreira. Na de wedstrijd vroeg Rio Negro meteen om een revanchewedstrijd, met als voorwaarde dat spits Sílvio Machado niet mee mocht doen aan de kant van Santa Cruz, omdat hij te goed zou zijn. De tweede wedstrijd, zonder Sílvio Machado en op een ander veld, werd met 9-0 gewonnen door Santa Cruz.
Als club van de middenklasse bereikte Santa Cruz een groot publiek. Als een van de weinigen in die tijd accepteerde de club negers in haar gelederen, waardoor juist onder het gewone publiek vele harten werden gewonnen. Met deze acties droeg Santa Cruz bij aan het verworden van het voetbal tot een volkssport; tot die tijd werd het voetbal namelijk alleen beoefend door de hogere economische klassen en de Engelse arbeiders die voor verschillende Britse bedrijven in de regio werkten.

### De eerste successen
In 1915 was de club een van de zes oprichters van het Campeonato Pernambucano, de staatscompetitie. Het is de enige van die zes clubs die nog steeds, ononderbroken, in de competitie speelt. SC Flamengo won dat jaar de titel. De aartsrivalen Sport en Náutico maakten vanaf 1916 hun opwachting in de competitie. Al in het eerste seizoen speelde Sport de finale om de titel, tegen Santa Cruz, en won deze met 4-1. Ook de volgende twee seizoenen moest de club genoegen nemen met de tweede plaats. In deze periode werd Santa Cruz de eerste club uit Pernambuco die een team uit het grote Rio de Janeiro wist te verslaan; met 3-2 werd het bezoekende Botafogo gewipt, en dagenlang bleef dit het grootste nieuws in Recife.
In 1920 en 1921 werden ze ook nog vicekampioen, maar daarna werden de resultaten wisselvallig tot 1929, toen ze twee eindigden achter Torre. Nadat ze in 1930 nog laatste werden wonnen ze een jaar later hun eerste staatstitel. Op 13 december 1931 versloeg de club tegenstander Torre met 2-0 dankzij doelpunten van Valfrido en Estavão, waardoor het eerste kampioenschap een feit was. De club won ook de volgende twee seizoenen en in 1935 de staatstitel. Na vier jaar wachten won de club opnieuw de titel in 1940, hierna speelden ze tot eind jaren zestig in de schaduw van Sport en Náutico en kon slechts sporadisch een titel winnen.

### Jaren vijftig en zestig
In 1959 werd de Taça Brasil opgericht, voor het eerst kwam er een landelijke competitie waarin de staatskampioenen elkaar bekampten om de titel. Als kampioen van 1959 mocht de club in 1960 deelnemen aan de tweede editie. De club startte meteen in de halve finale en verloor daar van Fortaleza. Omdat Sport en voornamelijk Náutico de staatscompetitie domineerden in de jaren zestig bleef het bij één deelname aan deze competitie. In 1967 won de club het Torneio Hexagonal do Norte-Nordeste, een competitie met clubs uit het Noordoosten van het land.
In 1967 werd een nieuwe competitie opgericht, het Torneio Roberto Gomes Pedrosa. Het was een uitbreiding van het Torneio Rio-São Paulo met enkele sterke clubs van andere staten. Voor Pernambuco was er aanvankelijk geen plaats in de eerste editie, maar wel vanaf 1968. Santa Cruz, dat van 1969 tot 1973 vijf keer op rij de staatstitel binnen haalde mocht in 1969 en 1970 deelnemen en eindigde beide keren in de middenmoot.

### Jaren zeventig

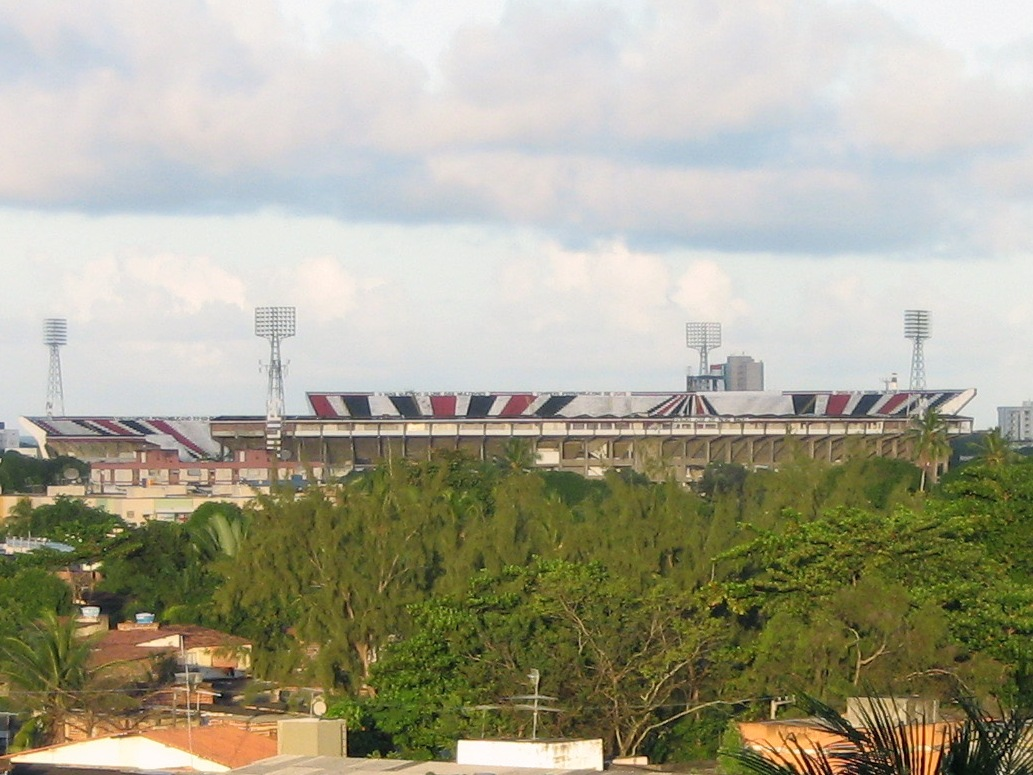
Estádio do Arruda

Het was in deze tijd dat de club besloot een eigen stadion te bouwen. Op 4 juli 1972 werd het Estádio do Arrudo, of officieel Estádio José do Rego Maciel, geopend. Het openingsduel werd gespeeld tegen het grote Flamengo uit Rio de Janeiro. In 1982 werd het stadion na een verbouwing heropend. De capaciteit werd toen opgeschroefd naar het immense aantal van 110.000. Later werd dat echter teruggedraaid naar ruim 90.000 en vandaag de dag 60.000, omdat met de tijd ook verschillende veiligheidsvoorschriften veranderden.
Vanaf 1971 speelde de club in de huidige competitie, een samenraapsel van de Taça Brasil en Torneio Roberto Gomes Pedrosa. Tot 1986 mochten alle staten vertegenwoordigers sturen en ook de sterkere clubs die niet kampioen waren mochten aantreden. De eerste seizoenen eindigde de club in de middenmoot, terwijl ze wel telkens de staatstitel wonnen. In 1975 begon de club middelmatig aan de competitie in de eerste fase, maar werd in de tweede fase al tweede in de groep. In de derde groepsfase eindigden ze zelfs eerste voor Internacional en plaatste zich zowaar voor de halve finales om de landstitel. In de halve finale namen ze het op tegen Cruzeiro, ze verloren met 2-3 maar werden wel een strafschop geweigerd en Cruzeiro kreeg een doelpunt toegekend dat eigenlijk afgekeurd had moeten worden. Ook de volgende drie jaar plaatste de club zich telkens voor de derde fase en in 1978 gingen ze naar de kwartfinale om de titel, waar ze verloren van Internacional. Dat jaar en in 1979 wonnen ze ook opnieuw de staatstitel. In de jaren zeventig waren er slechts drie seizoenen dat ze niet staatskampioen werden.

### Jaren tachtig en negentig
In 1980 behaald Santa Cruz de Fita Azul, een kleinere titel die wordt gegeven aan elke club die een buitenlandse oefencampagne ongeslagen afrond. Santa Cruz speelde tegen verschillende tegenstanders uit het Midden-Oosten, Paris Saint-Germain en het nationale elftal van Roemenië.
In 1982 en 1983 speelde de club voor het eerst sinds de invoering van de Série A niet in de hoogste klasse. Vanaf 1984 was de club wel weer present, echter zonder al te veel succes. In 1986 en 1987 werd nog de staatstitel gewonnen. Doordat vanaf halverwege de jaren tachtig het aantal deelnemers in de Série A drastisch verminderd werd begon de concurrentie te zwaar te worden en in 1988 volgde een degradatie. Andere gevestigde waarden Bangu en America degradeerden mee en zouden nooit meer terugkeren. In 1992 promoveerde de club terug naar de Série A na een vierde plaats. De competitie werd voor één seizoen opnieuw uitgebreid tot 32 clubs. Santa Cruz werd 28ste maar doordat acht clubs moesten degraderen was de terugkeer bij de elite voor korte duur. Wel werden ze dat jaar staatskampioen. Stadsrivaal Sport zou wel een redelijk vaste klant in de hoogste klasse blijven, maar ook andere stadsrivaal Náutico moest vanaf 1994 de rol lossen bij de top.

### Recente geschiedenis
In 1999 werd de club vicekampioen en promoveerde opnieuw en kon het nu twee seizoene uithouden in de Série A. In de Série B 2002 bereikte de club de halve finales die ze verloren van Criciúma. Normaal zou dit recht geven op promotie, maar doordat de Série A opnieuw ingekrimpt werd promoveerden dat jaar slechts twee clubs. Na twee plaatsen in de middenmoot werden ze in 2005 vicekampioen en snoepten de promotie voor de neus van rivaal Náutico weg. Na zes opeenvolgende vicetitels won de club dat jaar ook opnieuw de staatstitel. In 2006 was de club de enige uit Recife in de Série A, maar werd daar wel allerlaatste. Beide stadsrivalen konden dat jaar de promotie afdwingen en het volgende seizoen eindigde de club tot overmaat van ramp opnieuw op een degradatieplaats.
Ook in de Série C liep het niet goed af en in de staatscompetitie eindigde de club twee jaar op rij niet eens in de top vijf. Door de invoering van de Série D in 2009 mocht de club zelfs niet meer aan de Série C deelnemen en zaten ze op een historisch dieptepunt. Na twee middelmatige seizoen ging het weer beter voor de club in 2011. Na enkele jaren zwarte sneeuw werden ze nog eens staatskampioen. In de Série D bereikten ze de finale en dus ook de promotie. Ze verloren wel van Tupi, maar promoveerden evenzeer. Twee jaar later werden ze kampioen van de Série C en vierden ze ook hun derde staatstitel op rij. Na een negende plaats werden ze in 2015 vicekampioen in de Série B achter Botafogo en promoveerde zo terug naar de Série A. In 2015 en 2016 werd ook opnieuw de staatstitel gewonnen. Ze wonnen zelfs de Copa do Nordeste. Na één seizoen Série A degradeerde de club wel weer. In 2017 volgde zelfs een tweede degradatie op rij. In 2020 werd de club nog autoritair groepswinnaar, maar moest het in de tweede groepsfase net afleggen tegen Vila Nova en Brusque, een jaar later degradeerde de club naar de Série D.

## Palmares
Campeonato Pernambucano (29)
1931, 1932, 1933, 1935, 1940, 1946, 1947, 1957, 1959, 1969, 1970, 1971, 1972, 1973, 1976, 1978, 1979, 1983, 1986, 1987, 1990, 1993, 1995, 2005, 2011, 2012, 2013, 2015, 2016
Torneio Hexagonal do Norte-Nordeste
1967
Copa do Nordeste
2016

## Statistieken per seizoen
| Seizoen | Klasse Nationaal | Klasse Nationaal | Klasse Nationaal | Klasse Nationaal | Staatsklasse            | Beker          | Opmerking |
|         | Série A          | Série B          | Série C          | Série D          | Campeonato Pernambucano | Copa do Brasil |           |
| ------- | ---------------- | ---------------- | ---------------- | ---------------- | ----------------------- | -------------- | --------- |
| 1971    | 15               |                  |                  |                  | 1                       |                |           |
| 1972    | 16               |                  |                  |                  | 1                       |                |           |
| 1973    | 16               |                  |                  |                  | 1                       |                |           |
| 1974    | 35               |                  |                  |                  | 2                       |                |           |
| 1975    | 4                |                  |                  |                  | 3                       |                |           |
| 1976    | 11               |                  |                  |                  | 1                       |                |           |
| 1977    | 10               |                  |                  |                  | 3                       |                |           |
| 1978    | 5                |                  |                  |                  | 1                       |                |           |
| 1979    | 34               |                  |                  |                  | 1                       |                |           |
| 1980    | 17               |                  |                  |                  | 2                       |                |           |
| 1981    | 17               |                  |                  |                  | 3                       |                |           |
| 1982    |                  | 37               |                  |                  | 3                       |                |           |
| 1983    |                  | 21               |                  |                  | 1                       |                |           |
| 1984    | 18               |                  |                  |                  | 2                       |                |           |
| 1985    | 28               |                  |                  |                  | 2                       |                |           |
| 1986    | 26               |                  |                  |                  | 1                       |                |           |
| 1987    | 14               |                  |                  |                  | 1                       |                |           |
| 1988    | 22               |                  |                  |                  | 3                       |                |           |
| 1989    |                  | 19               |                  |                  | 2                       |                |           |
| 1990    |                  | 17               |                  |                  | 1                       |                |           |
| 1991    |                  | 5                |                  |                  | 3                       |                |           |
| 1992    |                  | 4                |                  |                  | 3                       |                |           |
| 1993    | 28               |                  |                  |                  | 1                       |                |           |
| 1994    |                  | 16               |                  |                  | 3                       |                |           |
| 1995    |                  | 9                |                  |                  | 1                       |                |           |
| 1996    |                  | 9                |                  |                  | 2                       |                |           |
| 1997    |                  | 20               |                  |                  | 3                       |                |           |
| 1998    |                  | 13               |                  |                  | 4                       |                |           |
| 1999    |                  | 2                |                  |                  | 2                       |                |           |
| 2000    | 29               |                  |                  |                  | 2                       |                |           |
| 2001    | 25               |                  |                  |                  | 2                       |                |           |
| 2002    |                  | 3                |                  |                  | 2                       |                |           |
| 2003    |                  | 8                |                  |                  | 2                       |                |           |
| 2004    |                  | 7                |                  |                  | 2                       |                |           |
| 2005    |                  | 2                |                  |                  | 1                       |                |           |
| 2006    | 20               |                  |                  |                  | 2                       |                |           |
| 2007    |                  | 18               |                  |                  | 6                       |                |           |
| 2008    |                  |                  | 29               |                  | 7                       |                |           |
| 2009    |                  |                  |                  | 28               | 3                       |                |           |
| 2010    |                  |                  |                  | 14               | 3                       |                |           |
| 2011    |                  |                  |                  | 2                | 1                       |                |           |
| 2012    |                  |                  | 14               |                  | 1                       |                |           |
| 2013    |                  |                  | 1                |                  | 1                       |                |           |
| 2014    |                  | 9                |                  |                  | 4                       |                |           |
| 2015    |                  | 2                |                  |                  | 1                       |                |           |
| 2016    | 19               |                  |                  |                  | 1                       |                |           |
| 2017    |                  | ?                |                  |                  | ?                       |                |           |

## Bekende spelers
- Barbosa
- Levir Culpi
- Mazinho
- Rivaldo
- Wilton Cezar Xavier
- Ramón
- Zequinho